# Anton Hungari

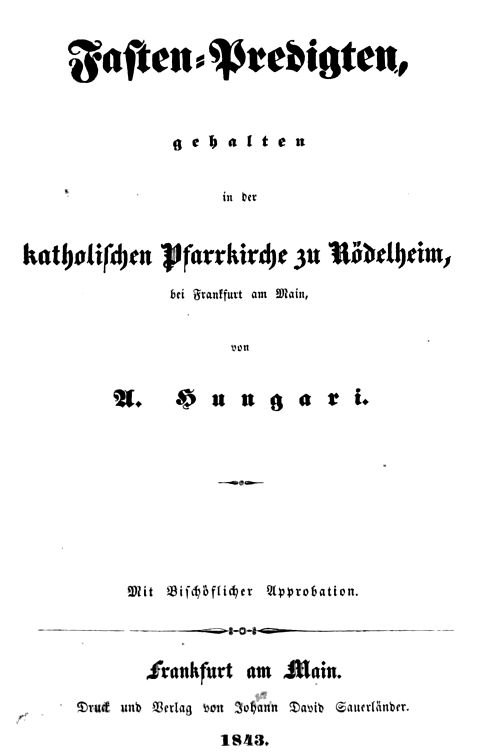
Titelblatt eines Predigtbandes, als Pfarrer in Rödelheim, 1843

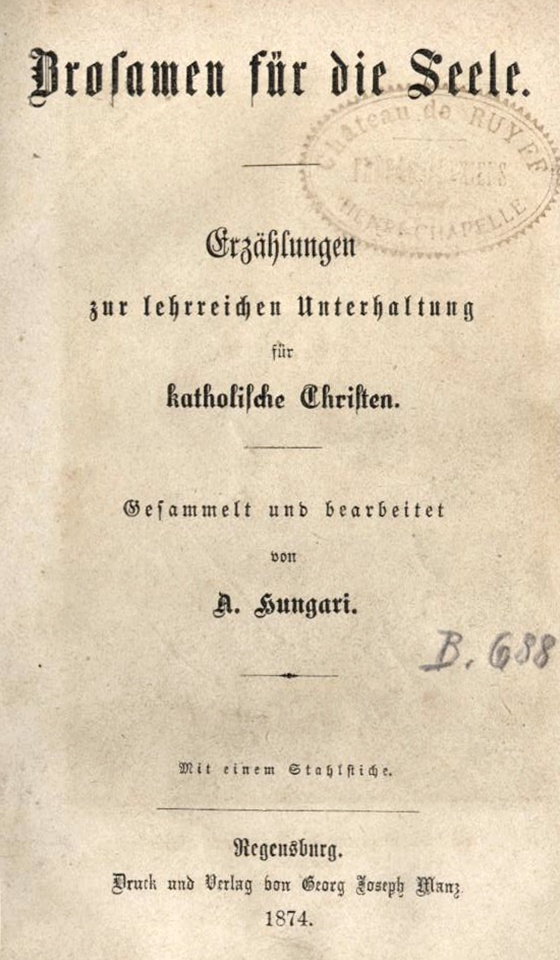
Titelblatt eines Erzählungsbandes von 1874; Band 8 der Reihe Neue Katholische Volksbibliothek

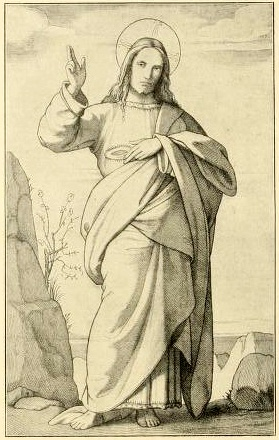
Von Eduard von Steinle für das Gebetbuch von Anton Hungari gefertigtes Bild Christus, seine Wundmale zeigend

Anton Hungari  (* 10. Mai 1809 in Mainz; † 17. Dezember 1881 in Rödelheim am Main) war katholischer Priester, Dichter, Schriftsteller und Publizist.

## Leben
Anton Hungari wurde 1809 in Mainz als Sohn einer sehr armen Schneiderfamilie geboren und besuchte zunächst das dem dortigen Priesterseminar angeschlossene Lyzeum. Ab 1830 wechselte er zum Studium der Theologie nach Gießen. Wegen seiner Bedürftigkeit unterstützte ihn der Mainzer Bischof Joseph Vitus Burg dabei mit einer Spende. 1833 kehrte er in seine Heimatstadt zurück und trat ins dortige Priesterseminar ein. Der Schriftsteller Otto von Corvin (1812–1886) hält in seinen autobiografischen Erinnerungen Aus dem Leben eines Volkskämpfers fest, dass Anton Hungari in dieser Zeit wegen seiner Gegnerschaft zum autoritären Obrigkeitsstaat in Mainz bekannt war und dass er und seine Offizierskameraden, welche die freiheitlichen Bestrebungen unterdrücken sollten, diesen „vorzüglich auf dem Strich“ gehabt hätten.
Am 2. April 1835 erhielt Hungari in Limburg an der Lahn die Priesterweihe. Er wirkte danach als Kaplan an St. Ignaz (Mainz), in Heppenheim (Bergstraße), Dieburg und Gernsheim. Als 1842 in Rödelheim bei Frankfurt erstmals seit der Reformation eine katholische Pfarrstelle geschaffen wurde, übernahm Anton Hungari dieses Amt und blieb dort bis zu seinem Tode 1881.
In Rödelheim gehörten der reiche Bankier Georg Brentano (1775–1851), Enkel der Dichterin Sophie von La Roche (1730–1807) sowie Bruder der beiden dichtenden Romantiker Bettina von Arnim (1785–1859) und Clemens Brentano (1778–1842), zu den Mitgliedern und Wohltätern von Pfarrer Hungaris Gemeinde; in Brentanos Domizil, mit schöner Parkanlage, verkehrten viele Geistesgrößen. Auch der Frankfurter Bürgermeister Georg Friedrich von Guaita (1772–1851), Georg Brentanos Schwager, zählte zur Rödelheimer katholischen Gemeinde und unterstützte diese engagiert. Es handelt sich um die heutige Pfarrei St. Antonius Rödelheim, die 1894 jedoch eine neue Kirche bekam. Die alte Kirche aus Hungaris Zeit, eine umgebaute Gerberei am Rebstöcker Weg, existiert nicht mehr.
Pfarrer Anton Hungari starb 1881 in Rödelheim. Sein Grab ist auf dem dortigen Friedhof erhalten.
Der Priester war eng befreundet mit Seminarregens Markus Adam Nickel (1800–1869) in Mainz, dem er auch eines seiner Predigtwerke widmete.

## Dichter und Publizist
Bei Anton Hungari war eine starke literarische Veranlagung vorhanden. Schon vor seiner Priesterweihe verfasste er Gelegenheitsgedichte, die teils auch veröffentlicht wurden; so etwa eines mit dem Titel Lebewohl an die Heimat, das er 1830 in Gießen schuf und in dem Frankfurter Unterhaltungsblatt Didaskalia oder Blätter für Geist, Gemüth und Publizität erschien. Vermutlich hatte dieses Interesse seine Bewerbung auf die Rödelheimer Pfarrei bewirkt, die ihre Entstehung maßgeblich den Bemühungen von Familie Brentano und ihrem geistigen Umfeld verdankte.
Bereits als Kaplan von St. Ignaz in Mainz hatte Hungari 1837 die Andachtsbücher Theomela und Heilige Opfer des Herzens herausgegeben, die auch eigene Gedicht-, Lied- und Gebetstexte von ihm enthielten. 1839 folgte unter dem Titel Christliche Reden auf Sonn- und Festtage, gehalten in der St. Ignatiuskirche zu Mainz ein Predigtband.
Hauptsächlich während seiner Rödelheimer Tätigkeit publizierte Pfarrer Hungari eigene Gedichte, Erzählungen und Predigtwerke, mehr noch aber sammelte er solche Arbeiten von anderen Autoren, oft aus verstreuten, kaum zugänglichen Quellen, brachte sie in eine thematische Ordnung und veröffentlichte sie in vielen Fortsetzungsbänden. So publizierte er 42 Bände Predigten sowie 24 Bände Erzählungen unter dem Sammeltitel Katholische Volksbibliothek bzw. Neue Katholische Volksbibliothek, außerdem mehrere Gedichtwerke.
Zur Illustration von Hungaris 1843 publiziertem Dom der Heiligen: Zur Ehre der allerheiligsten Dreifaltigkeit. Vollständigstes katholisches Gebet- und Andachtsbuch aus den Schriften und Lebensacten der Heiligen fertigte der berühmte Künstler Eduard von Steinle (1810–1886) das Bild Christus, seine Wundmale zeigend.
Anton Hungari hat viele Gedichte, Erzählungen, aber auch Predigten von berühmten Zeitgenossen, durch die Aufnahme in seine reichhaltigen Sammelwerke vor völliger Vergessenheit bewahrt, worin seine bleibende Bedeutung liegt.